# عدم التدخل
عدم التدخل أو عدم التدخلية هي سياسة خارجية تقضي بأن يتجنب الحكام السياسيون عقد تحالفات مع دول أخرى، ولكن مع الإبقاء على مستوى الدبلوماسية، وتجنب شن جميع الحروب التي ليست لها صلة مباشرة بالدفاع عن النفس. ويستند هذا المفهوم على أساس أن الدولة يجب ألا تتدخل في السياسات الداخلية لدولة أخرى، تحقيقًا لمبادئ سيادة الدولة وحق تقرير المصير. وهناك عبارة مماثلة لهذا المصطلح وهي «الاستقلال الإستراتيجي». ومن الأمثلة التاريخية لمؤيدي سياسة عدم التدخل الرؤساء الأمريكيون جورج واشنطون وتوماس جفرسون، اللذان دعما سياسة عدم التدخل في الحروب الأوروبية مع الإبقاء على ممارسة التجارة الحرة. ومن بين المناصرين الآخرين لهذه السياسة السيناتور بـ مجلس الشيوخ الأمريكي روبرت تاف والعضو بـ مجلس النواب الأمريكي رون بول.
يختلف مصطلح عدم التدخل عن مفهوم الانعزالية، ولكن كثيرًا ما يجرى الخلط بين المصطلحين، فيشير الثاني إلى القومية الاقتصادية (الحمائية) والهجرة التقييدية. وبهذا يميز الدعاة لسياسة عدم التدخل سياستهم عن مفهوم الانعزالية من خلال دعوتهم إلى إنشاء مزيد من العلاقات الوطنية المنفتحة، لتشمل بذلك الدبلوماسية والتجارة الحرة. ويعد مفهوم عدم التدخل سياسة يتم تطبيقها على مستوى الحكومات فقط وبالتالي لا يستثني التدخل غير الحكومي من قِبل منظمات مثل منظمة العفو الدولية.

## نظرة عامة
يمكن النظر إلى مفهوم عدم التدخل باعتباره مصطلحًا ظهر من نظام الدول القومية ذات السيادة والذي أنشأ بموجب صلح وستفاليا لعام 1648. فينص مفهوم سيادة الدولة على أنه داخل نطاق الأرض ذات الكيان السياسي، تمثل الدولة فيه القوة المطلقة، وعلى هذا النحو لا يمكن لدولة تقع أراضيها خارج حدود الدولة التدخل، عسكريًا أو غير ذلك، في السياسات الداخلية لتلك الدولة. ويتم مناقشة الأسس النظرية الكاملة لسياسة عدم التدخل بطريقة أفضل من خلال تحليل مبادئ السيادة وحق المجتمعات السياسية في تقرير المصير.

## معلومات تاريخية
لقد سيطر معيار عدم التدخل على غالبية العلاقات الدولية، ويمكن اعتباره واحدًا من الدوافع الأساسية لبوادر سياسة عدم التدخل التي اتبعتها الولايات المتحدة في الحربين العالميتين الأولى والثانية، وعدم تدخل القوى «الليبرالية» في الحرب الأهلية الإسبانية (انظر لجنة عدم التدخل), على الرغم من تدخل ألمانيا وإيطاليا. وقد تم ترسيخ هذا المعيار بعد ذلك بقوة في القانون الدولي باعتباره واحدًا من الأسس المحورية لـ ميثاق الأمم المتحدة، والذي أورد سياسة عدم التدخل باعتبارها أحد المبادئ الرئيسية التي ستدعم السلام الناشئ بعد الحرب العالمية الثانية. ولقد كان هذا النهج يبعث على التفاؤل نوعًا ما خاصة بعد أن أدت بداية الحرب الباردة إلى تدخلات واسعة النطاق في السياسات الداخلية لعدد كبير من الدول النامية كإحدى الذرائع المختلفة لـ «الثورة الاشتراكية العالمية» وسياسات «الاحتواء». ومن خلال تبني مثل هذه الذرائع وادعاء أن مثل هذه التدخلات كانت تهدف إلى الحيلولة دون حدوث تهديدات على «السلام والأمن الدوليين»، فقد سمح ذلك بعمليات التدخل بموجب الفصل السابع من ميثاق الأمم المتحدة (ناهيك عن عجز الأمم المتحدة عن الحيلولة دون وقف عمليات التدخل أثناء الحرب الباردة بسبب تمسك كل من الولايات المتحدة والاتحاد السوفيتي باستخدام قوة الفيتو في مجلس أمن الأمم المتحدة).

## عدم التدخل على حسب الدولة

### نيوزيلندا
في السنوات الأخيرة، أصبحت نيوزيلندا إلى حد كبير من الدول الداعمة لسياسة عدم التدخل. فلم تقدم على إمداد أي دعم عسكري، باستثناء الدعم الطبي أثناء حرب الخليج الأولى على الرغم من الدفع بقوات الخدمات الجوية الخاصة أثناء حرب أفغانستان. كذلك، تم الدفع بالمهندسين في العراق بعد توقف الأعمال القتالية التقليدية في الحرب. وفي جزر المحيط الهادي، شاركت نيوزيلندا في التدخلات الإنسانية في جزر سليمان وتيمور الشرقية. ومع ذلك كانت تلك التدخلات تدخلات غير قسرية بناءً على طلب الدولة التي يتم التدخل بها. وبهذا، تُعرف مثل هذه الأنشطة باسم «حفظ السلام».

### سويسرا
عُرفت سويسرا منذ أمد طويل بسياستها الحيادية المسلحة الدفاعية.

## تراجع سياسة عدم التدخل
في حقبة ما بعد الحرب الباردة، يمكن ملاحظة أن المعايير الجديدة الناشئة الخاصة بعمليات التدخل الإنساني تحل محل معيار عدم التدخل. وذلك يستند إلى الفكرة القائلة أنه في حين تمنح السيادة الحقوق للدول، فإنها كذلك تقضي بتحمل تلك الدول مسؤولية حماية مواطنيها، فكرة قائمة على نظرية العقد الاجتماعي. وفي ظل هذا التصور، يمكن للدول تبرير تدخلها في شؤون الدول الأخرى إذا فشلت تلك الدولة في حماية (أو كانت متورطة في إلحاق الأذى بمواطنيهم بفاعلية) مواطنيها. كذلك، قد بررت هذه الفكرة التدخلات التي قامت بها الأمم المتحدة في شمال العراق عام 1991 بحجة حماية الأكراد وكذلك تدخلاتها في أراضي الصومال في ظل غياب سلطة الدولة. ومع ذلك، بعد حادثة سقوط الصقر الأسود الأمريكي، رفضت الولايات المتحدة التدخل في رواندا وهاييتي. ولقد تم استخدام هذه الذريعة كذلك (في ظل معارضة شديدة من روسيا والصين) لتبرير تدخل قوات الناتو في كوسوفو ومؤخرًا التدخل في ليبيا.
ويعتبر هذا المعيار الجديد من التدخل الإنساني بعيدًا عن كونه مكتمل التكوين، كما في كافة الحالات التي فرضت فيها الأمم المتحدة عقوبات على الدول وتم صياغة هذه الذرائع كذلك في الفصل السابع تحت مُسمى التهديدات على السلام والأمن الدوليين. ويبدو أن هذا المعيار الناشئ الجديد قد صيغ فقط لتبرير الأعمال التي تقوم بها الدول إذا كانت ترغب في اتخاذ إجراء ما, ولكنه لم ينشأ ليعطي أمرًا للدول بالتدخل.